# Nadir Shah Kot (huyện)
Nadir Shah Kot là một huyện thuộc tỉnh Khowst, Afghanistan. Dân số thời điểm năm 1999 là 16,617 người.